# Малі Тюмерлі
Ма́лі Тюмерлі́ (рос. Малые Тюмерли, чув. Кĕçĕн Тÿмерле або чув. Йăмалăх) — присілок у Чувашії Російської Федерації, у складі Малокарачкінського сільського поселення Ядринського району.
Населення — 172 особи (2010; 224 в 2002, 339 в 1979, 325 в 1939, 628 в 1926, 562 в 1906, 429 в 1890, 321 в 1858, 188 в 1795).

## Історія
Історичні назви — Мала Тюмерля та Ємалок. До 1724 року селяни мали статус ясачних, до 1866 року — державних, займались землеробством, тваринництвом, виготовленням саней та возів. На початку 20 століття відкрито училище Міністерства народної просвіти, у 1920-ті роки — початкова школа, працювали різні майстерні, діяв вітряк. 1930 року створено колгосп «КІМ». До 22 липня 1920 року присілок перебував у складі Кожважсігачинської та Малокарачкінської волості Козьмодемьянського, до 5 жовтня 1920 року — Чебоксарського, а з до 1927 року — Ядринського повітів. Після переходу 1927 року на райони — спочатку у складі Татаркасинського, з 1939 року — Сундирського, а з 1962 року — Ядринського районів. 1929 року від присілку було відокремлено присілок Ємалоки.

## Господарство
У присілку діють спортивний майданчик, магазин та їдальня.